# Малиновский, Бронислав (легкоатлет)
Бронислав Малиновский (пол. Bronisław Malinowski; 4 июня 1951, Нове — 27 сентября 1981, Грудзёндз) — польский бегун, олимпийский чемпион 1980 года в беге на 3000 метров с препятствиями; последний бегун не из Африки, выигравший олимпийское золото в этой дисциплине.

## Биография
Бронислав родился в городе Нове. Отец — Анастасий, поляк по национальности, участник битвы по Монте-Кассино; мать — Ирен, по национальности шотландка. Выпускник академии физической культуры имени Евгениуша Пясецкого. Погиб в автомобильной катастрофе на мосту через Вислу, который позже назвали его именем.
Брат, Роберт Малиновский, был мэром города Грудзёндз.

## Результаты
- Олимпийский чемпион 1980 года в беге 3000 метров с препятствиями.
- Серебряный призёр Олимпийских игр 1976 года.
- 4-е место на Олимпийских играх 1972 года.
- Чемпион Европы 1974 и 1978 годов.
- 10-кратный чемпион Польши.
- Чемпион Европы среди юниоров 1970 года в беге на 2000 метров с препятствиями.
- Дважды признавался лучший спортсменом Польши за год.

### Рекорды
По состоянию на 2023 год четыре его результата оставались национальными рекордами.

## Память
- В его честь проводился в 1982—2003 годах Мемориал Бронислава Малиновского[пол.].
- По состоянию на 2011 год 15 школ в Польше носило его имя[3].
- Почётный гражданин города Грудзёндз.